# Domamil
Domamil (v ženském rodu dle vzoru píseň, německy Domamühl či Thomamühl) je obcí ležící jihozápadně od města Třebíče. Nadmořská výška obce je 495 metrů nad mořem. Obec leží v okrese Třebíč v kraji Vysočina a patří do správního obvodu obce s rozšířenou působností Moravské Budějovice. Žije zde 315 obyvatel.
Sousedními obcemi sídla jsou Meziříčko, Štěpkov, Želetava, Komárovice, Moravské Budějovice, Jakubov u Moravských Budějovic, Litohoř, Martínkov a Budkov.

## Geografie
Obec se nachází 9 km severozápadně od Moravských Budějovic.
Domamilí prochází z východu na západ silnice II/151 ze Štěpkova do Litohoře, kde se napojuje na silnici I/38. Severovýchodně ze zastavěného území obce pak vede silnice do Martínkova, severozápadně do Meziříčka a jižně do Komárovic s odbočkou k samotě Radvan a do Vranína. Jižně od kapličky V Zákopech vede užitková lesní silnice k hájence U Lesovny. Ze západu na východ vede přes území obce cyklostezky 5124.
Východní část území obce je zemědělsky využívána, stejně tak i oblast severně a jižně od vesnice, na jižním okraji obce je však zalesněná oblast pod kopcem Kopec. Západně od vesnice podél silnice II/151 je také zemědělsky využívaná půda, stejně tak jižně od lesovny. Zalesněná a kopcovitá část je na jižním okraji území obce. Západní, jihozápadní a severozápadní oblast je zalesněná.
Na jihozápadním okraji obce pramení nepojmenovaný potok, na jehož toku leží rybník U lesovny, potok se následně u zastavěného území obce vlévá do Rokytky. Na západním okraji obce pak pramení několik nepojmenovaných potoků, jež se stýkají do potoka, na jehož toku leží Nový rybník, tento potok se také u zastavěného území obce vlévá do Rokytky. Rokytka pramení těsně za západními hranicemi území obce, na jejím toku se nachází rybníky Partyzánský rybník s přilehlou studánkou U Partyzána, nepojmenovaný rybník a Pivovarský rybník, následně protéká přes zastavěné území obce a posléze je z Rokytky vyvedeno rameno na kterém se nachází koupaliště, pak tvoří hranici území obce. Do Rokytky se pak vlévá nepojmenovaný potok, který pramení na severozápadním okraji území obce, teče východně přes rybník Opička a tvoří severní hranici území obce. O kousek dál se do Rokytky vlévá Podhorský potok a nepojmenovaný potok, který pramení na východním okraji obce a na jehož toku leží rybníky Markéta a Lenka.
Území obce je relativně kopcovité, jeho nadmořská výška se pohybuje mezi 500-580 metry nad mořem, jižní část je výše a kopcovitější, severní část území obce je relativně rovinatá. Jižně od zastavěného území obce se nachází kopec Kopec (549 m), jižně od jižních hranic území obce se nachází kopec Láč (587 m), těsně za západní hranicí území obce se nachází vrchol Kmeti (569 m). Těsně za severní hranicí území obce se nachází malý hřeben kopce Hory (624 m). 
Téměř uprostřed území obce se nachází zastavěné území obce, na jižním okraji území obce se nachází středisko Radvan se středovlnným vysílačem RKS Moravské Budějovice, jihozápadně od vesnice se nachází na okraji lesa Lesovna s přilehlým rybníkem U lesovny.

## Historie
První písemná zmínka o obci pochází z roku 1190, kdy byla vesnice zmíněna v zakládací listině louckého kláštera. V roce 1220 pak bylo Domamili potvrzeno patronátní právo a roku 1234 byla opět vesnice potvrzena Václavem I. jako majetek louckého kláštera. V roce 1285 stále ještě Domamil patřila do majetku louckého kláštera. Snad kolem roku 1409 byl v obci postaven kostel svatého Prokopa.
Až roku 1539 zakoupil vesnici Václav Chroustenský z Malovar, zemský sněm však tento obchod zneplatnil a tak byla vesnice opět vrácena do majetku kláštera. Mezi lety 1634 a 1640 byl opraven domamilský statek, postaven pivovar, mlýn a založen rybník Loucký. Kolem roku 1738 byla v obci založena škola. V roce 1784 byl z úřední moci zrušen klášter v Louce a majetek, včetně Domamile, byl převeden pod náboženský fond. Ten pak v roce 1802 prodal Domamil hraběti Josefu Wallisovi. Mezi lety 1828 a 1830 byla místo chalupy čp. 10 postavena školní budova. Do roku 1849 byla vesnice součástí budečského panství, od roku 1850 byl součástí okresu Znojmo a od roku 1896 pak spadal pod okres Moravské Budějovice. Mezi lety 1850 a 1869 pod Domamil spadal i Štěpkov. V roce 1870 byl pivovar i mlýn zrušeny, ale také byla v obci zřízena poštovní stanice. Od roku 1899 se v obci začaly konat trhy, ty pak byly po první světové válce zrušeny. Roku 1897 byla nedaleko obce v Zákopech postavena kaplička. V roce 1944 bylo mnoho občanů odvlečeno na nucené práce. Na konci druhé světové války se odehrála bitva mezi německou a ruskou armádou nedaleko kaple v Zákopech nedaleko vesnice. Při této bitvě byla kaplička poškozena a v červnu téhož roku pak i opravena. V roce 1944 byla také osazena oltářním obrazem. Mezi lety 1949 a 1960 patřila vesnice Domamil do politického okresu Moravské Budějovice.
Roku 1954 pak byl postaven rozhlasový vysílač na kopci Radvan. Mezi lety 1957 a 1960 byla v obci postavena nová budova sokolovny. V roce 1956 pak bylo v obci založeno JZD, rozšíření o další drobné zemědělce přišlo až v roce 1959. Ale již roku 1958 byla postavena drůbežárna a v roce 1959 pak i vepřín. Po roce 1960 bylo JZD sloučeno s JZD v Komárovicích a vzniklo JZD Radvan, následně bylo sloučeno s JZD v Jakubově, kdy vzniklo JZD Nový život, kdy tak byla spojena JZD v Jakubově, Komárovicích, Domamili, Martínkově a Vraníně. V roce 1978 se pak velké JZD sloučilo ještě s JZD v Lesonicích a vzniklo JZD Jakubov (přibyly ještě Lesonice a Cidlina). V roce 1974 pak byla opravena budova školy. Mezi lety 1973 a 1984 v obci působil jako farář Václav Razik, ten bylo posléze pronásledován režimem a uvězněn.
V roce 1965 byla zrušena stanice četníků resp. SNB a v roce 1984 byla v obci zrušena pobočka spořitelny. V roce 2021 byla rozšířena budova školy o dvě nově postavené odborné učebny.
Obec Domamil v roce 2009 obdržela ocenění v soutěži Vesnice Vysočiny, konkrétně získala ocenění bílá stuha, tj. ocenění za činnost mládeže. Obec Domamil v roce 2011 obdržela ocenění v soutěži Vesnice Vysočiny, konkrétně získala ocenění zlatá stuha, tj. vítěz, který postoupil do celostátního kola a obec se stala Vesnicí Vysočiny. V roce 2011 se Domamil stala Vesnicí roku Vysočiny.
Do roku 1849 patřila Domamil do budečského panství, od roku 1850 patřila do okresu Znojmo, pak od roku 1896 do okresu Moravské Budějovice a od roku 1960 do okresu Třebíč.

### Vývoj názvů obce
- Domamil (1220)
- Domamyl (1348)
- Thomamuhl (1672)
- Domamuhl, Domamyl (1846)
- Domamuhl, Domamil (1872)[7]

| Rok            | 1869 | 1880 | 1890 | 1900 | 1910 | 1921 | 1930 | 1950 | 1961 | 1970 | 1980 | 1991 | 2001 | 2011 | 2021 |
| -------------- | ---- | ---- | ---- | ---- | ---- | ---- | ---- | ---- | ---- | ---- | ---- | ---- | ---- | ---- | ---- |
| Počet obyvatel | 591  | 575  | 557  | 526  | 518  | 530  | 484  | 413  | 422  | 353  | 347  | 297  | 272  | 272  | 318  |
| Počet domů     | 75   | 78   | 78   | 90   | 97   | 97   | 108  | 118  | 116  | 107  | 95   | 125  | 125  | 123  | 123  |

## Politika

### Volby do Poslanecké sněmovny
|       | 2006                | 2010                | 2013                | 2017                | 2021                 |
| ----- | ------------------- | ------------------- | ------------------- | ------------------- | -------------------- |
| 1.    | ČSSD (31,92 %)      | ČSSD (17,68 %)      | KSČM (24,67 %)      | ANO (37,88 %)       | ANO (33,87 %)        |
| 2.    | KDU-ČSL (27,1 %)    | KSČM (17,0 %)       | KDU-ČSL (22,72 %)   | KDU-ČSL (24,84 %)   | SPOLU (27,86 %)      |
| 3.    | KSČM (20,48 %)      | KDU-ČSL (16,32 %)   | ČSSD (13,63 %)      | STAN (8,69 %)       | Piráti+STAN (14,2 %) |
| účast | 71,19 % (168 z 236) | 65,35 % (149 z 228) | 62,60 % (154 z 246) | 66,53 % (161 z 242) | 73,12 % (185 z 253)  |

### Volby do krajského zastupitelstva
|      | 1.                       | 2.                | 3.                 | účast               |
| ---- | ------------------------ | ----------------- | ------------------ | ------------------- |
| 2000 | 4KOALICE (51,13 %)       | KSČM (23,86 %)    | ODS (11,36 %)      | 41,89 % (93 z 222)  |
| 2004 | KDU-ČSL (43,03 %)        | KSČM (20,25 %)    | ODS (16,45 %)      | 34,19 % (79 z 231)  |
| 2008 | KSČM (25,74 %)           | ČSSD (21,78 %)    | KDU-ČSL (19,8 %)   | 44,4 % (103 z 232)  |
| 2012 | STO (47,36 %)            | KDU-ČSL (18,42 %) | KSČM (14,91 %)     | 51,06 % (120 z 235) |
| 2016 | STO (44,62 %)            | KDU-ČSL (23,14 %) | ANO 2011 (11,57 %) | 49,19 % (121 z 246) |
| 2020 | ODS+STO (24,24 %)        | ANO (23,23 %)     | KDU-ČSL (22,22 %)  | 39,3 % (101 z 257)  |
| 2024 | ODS+TOP 09+STO (38,46 %) | ANO (34,06 %)     | KDU-ČSL (18,68 %)  | 34,87 % (91 z 261)  |

### Prezidentské volby
V prvním kole prezidentských voleb v roce 2013 první místo obsadil Miloš Zeman (50 hlasů), druhé místo obsadil Jan Fischer (37 hlasů) a třetí místo obsadil Zuzana Roithová (27 hlasů). Volební účast byla 72,77 %, tj. 171 ze 235 oprávněných voličů. V druhém kole prezidentských voleb v roce 2013 první místo obsadil Miloš Zeman (109 hlasů) a druhé místo obsadil Karel Schwarzenberg (56 hlasů). Volební účast byla 70,64 %, tj. 166 ze 235 oprávněných voličů.
V prvním kole prezidentských voleb v roce 2018 první místo obsadil Miloš Zeman (79 hlasů), druhé místo obsadil Jiří Drahoš (31 hlasů) a třetí místo obsadil Pavel Fischer (26 hlasů). Volební účast byla 71,00 %, tj. 164 ze 231 oprávněných voličů. V druhém kole prezidentských voleb v roce 2018 první místo obsadil Miloš Zeman (94 hlasů) a druhé místo obsadil Jiří Drahoš (78 hlasů). Volební účast byla 72,69 %, tj. 173 ze 238 oprávněných voličů.
V prvním kole prezidentských voleb v roce 2023 první místo obsadil Andrej Babiš (72 hlasů), druhé místo obsadil Petr Pavel (43 hlasů) a třetí místo obsadil Pavel Fischer (39 hlasů). Volební účast byla 74,42 %, tj. 192 ze 258 oprávněných voličů. V druhém kole prezidentských voleb v roce 2023 první místo obsadil Petr Pavel (106 hlasů) a druhé místo obsadil Andrej Babiš (95 hlasů). Volební účast byla 77,39 %, tj. 202 ze 261 oprávněných voličů.

## Zajímavosti a pamětihodnosti
- Kostel svatého Prokopa
- Venkovská usedlost čp. 4
- Boží muka z r. 1836[4]
- Hospoda se sýpkou[4]
- Socha sv. Jana Nepomuckého z r. 1731[4]

## Osobnosti
- Bohuslav Bláha (1932–2018), kněz
- Anděla Čisáriková (1941–2018), herečka
- Tomáš Juránek (1810–1890), novinář a spisovatel
- František Kaláb (1913–1989), voják
- Gabriela Kopcová (1945–2025), spisovatelka a výtvarnice
- Božena Kopcová (1920–2022), odbojářka
- Václav Razik (1921–1984), kněz působící v Domamili
- Jan Slavík (1887–1984), kněz působící v Domamili

## Galerie

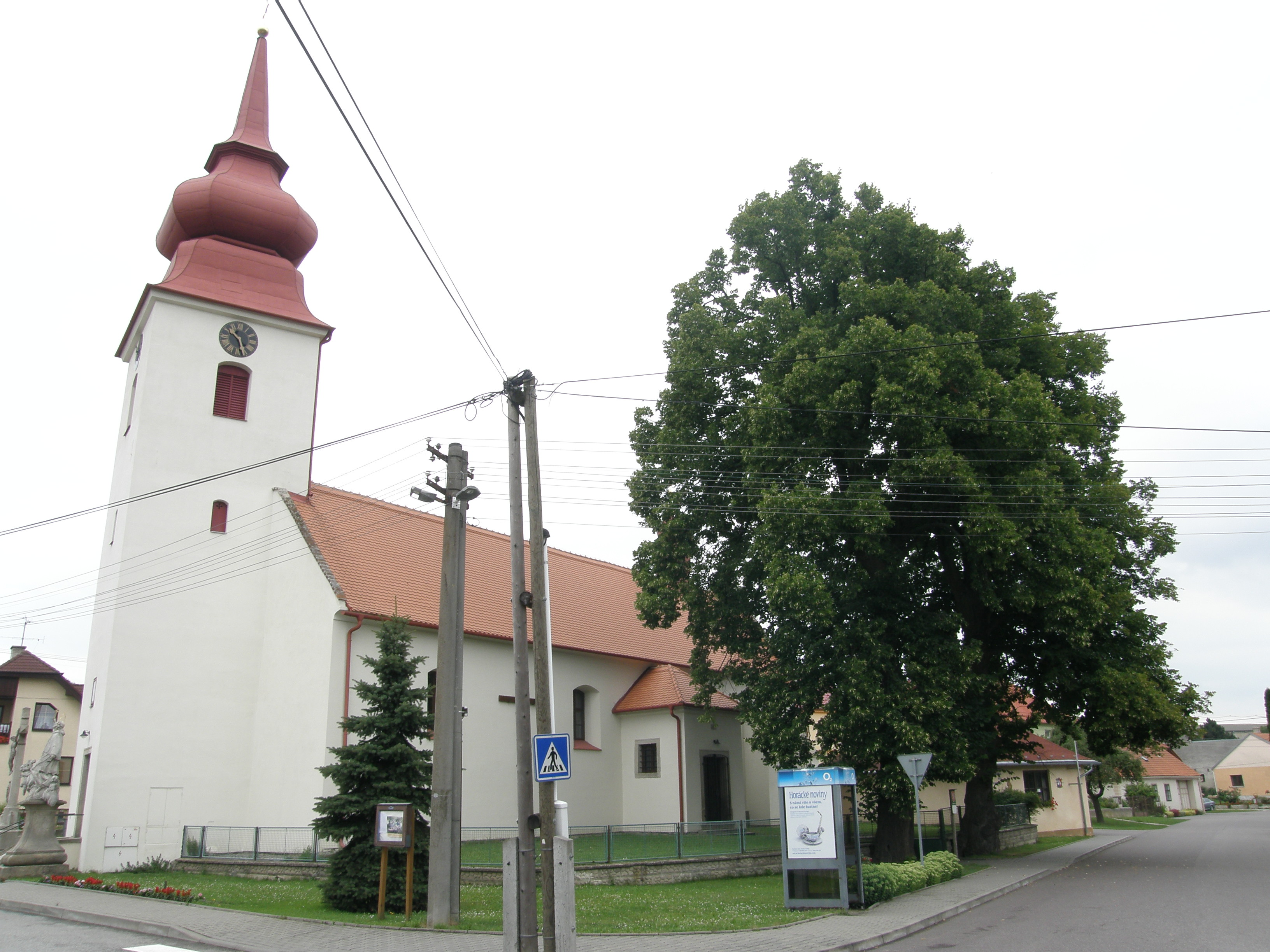
Památné lípy u kostela
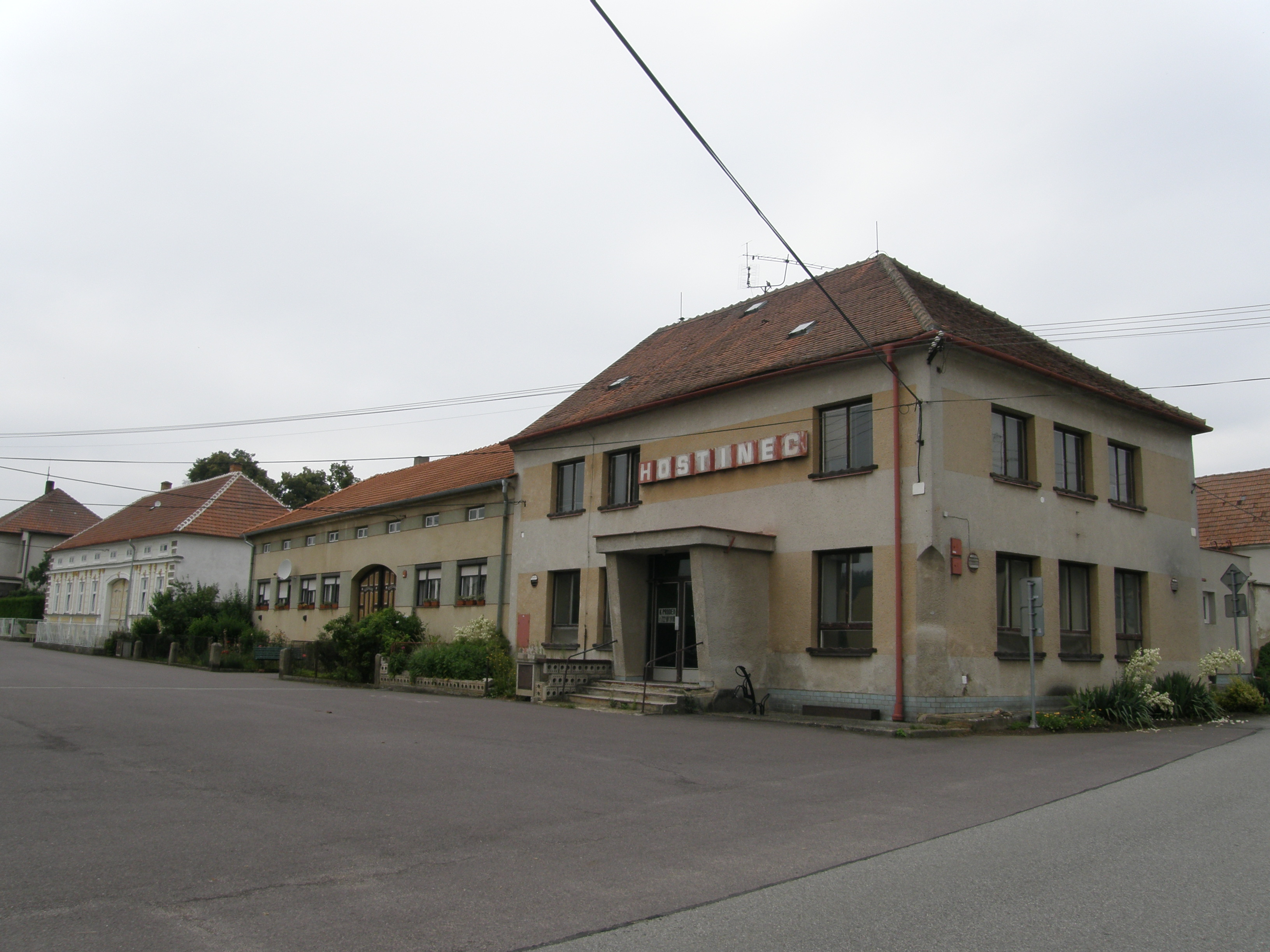
Náves
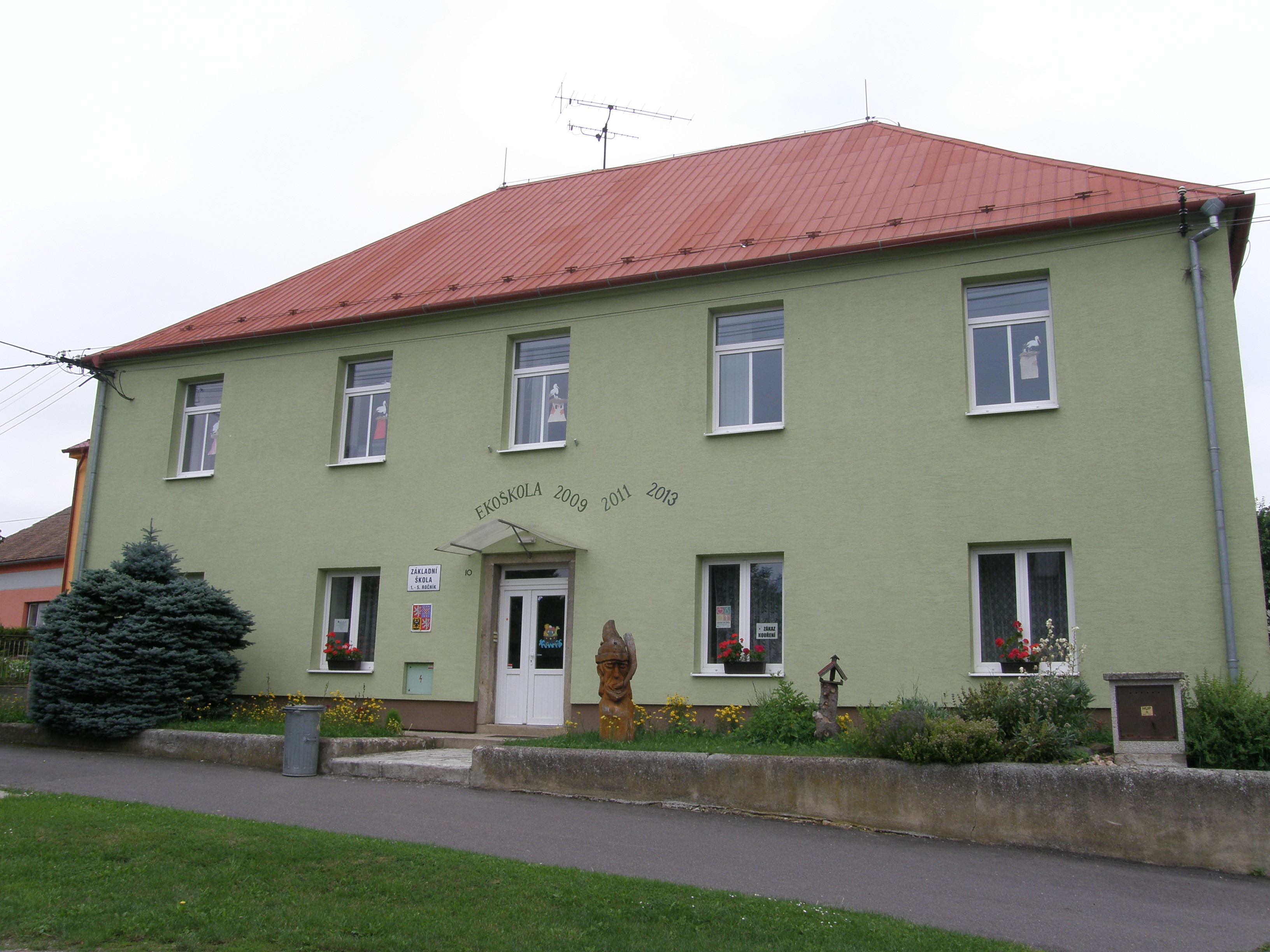
První stupeň základní školy
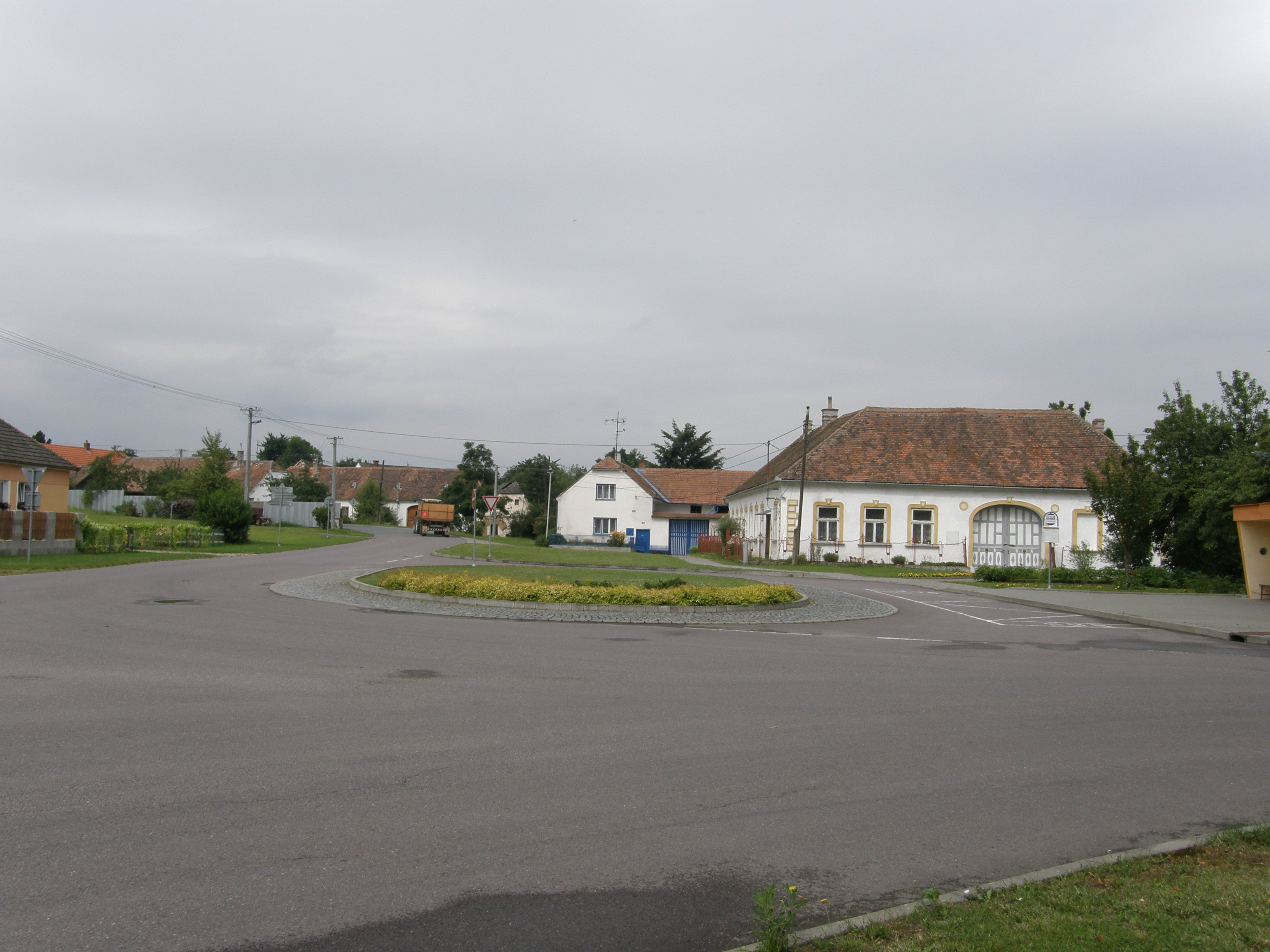
Pohled na náves
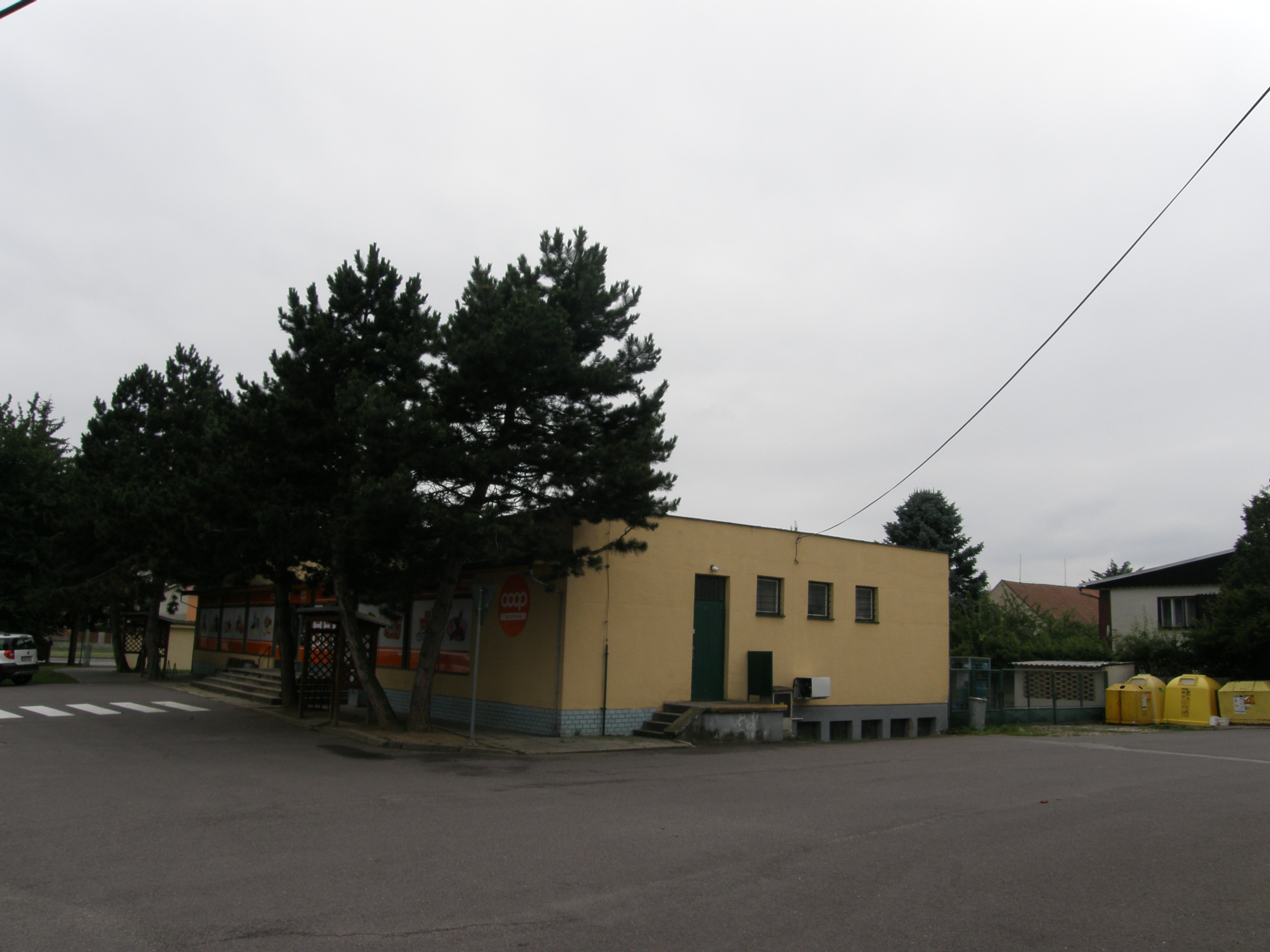
Samoobsluha
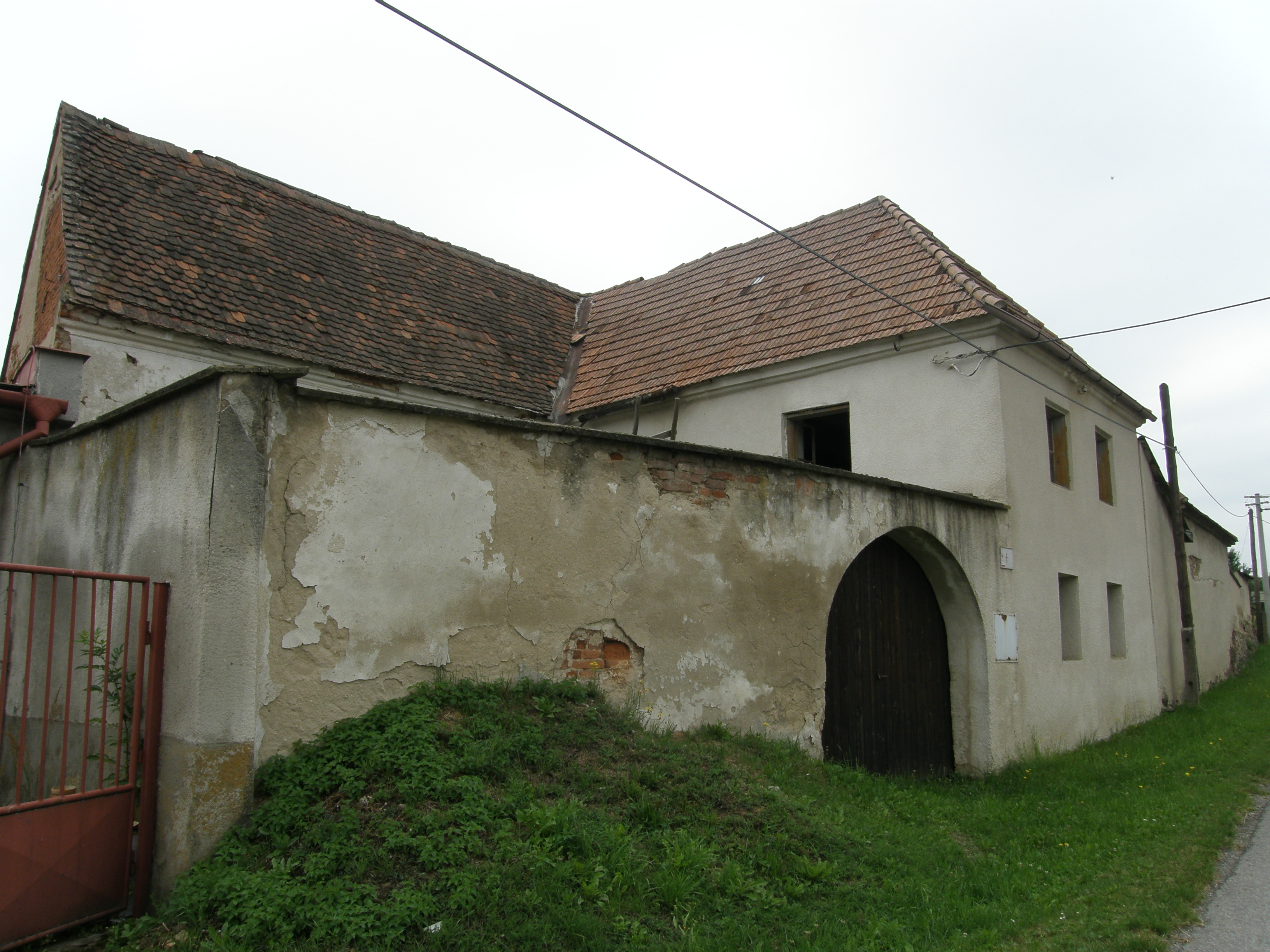
Stavení čp. 8
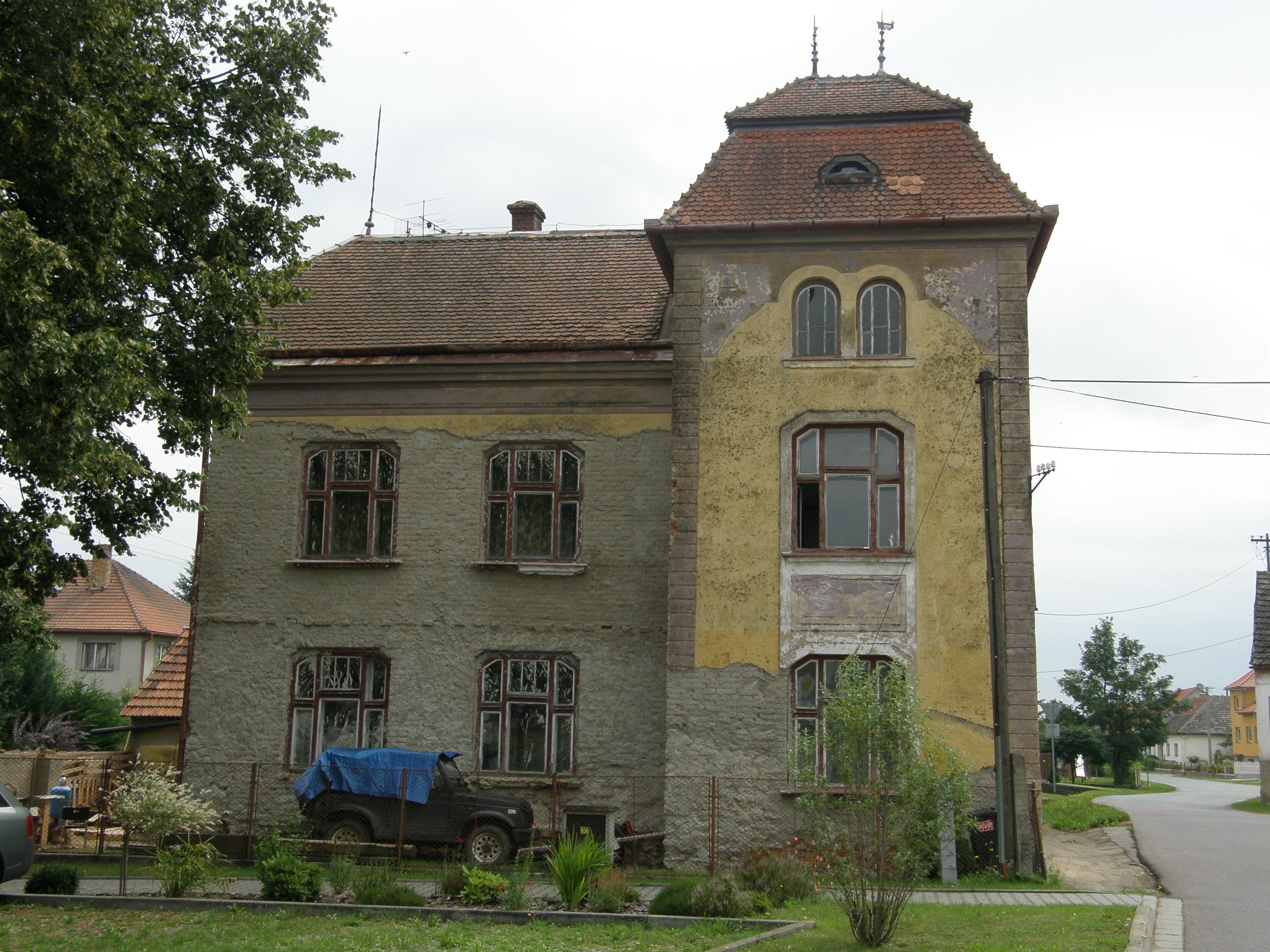
Dům na návsi
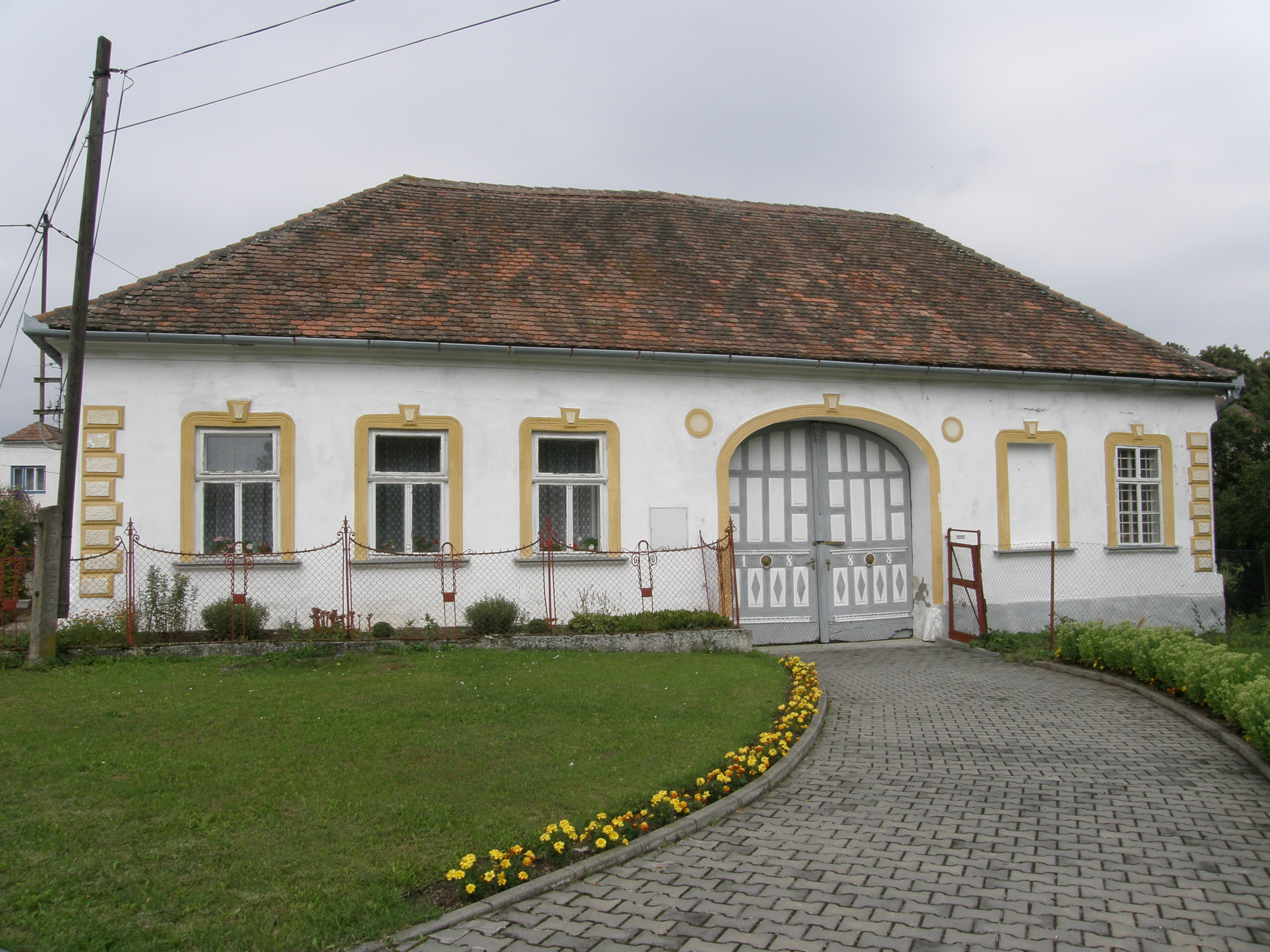
Stavení čp. 61
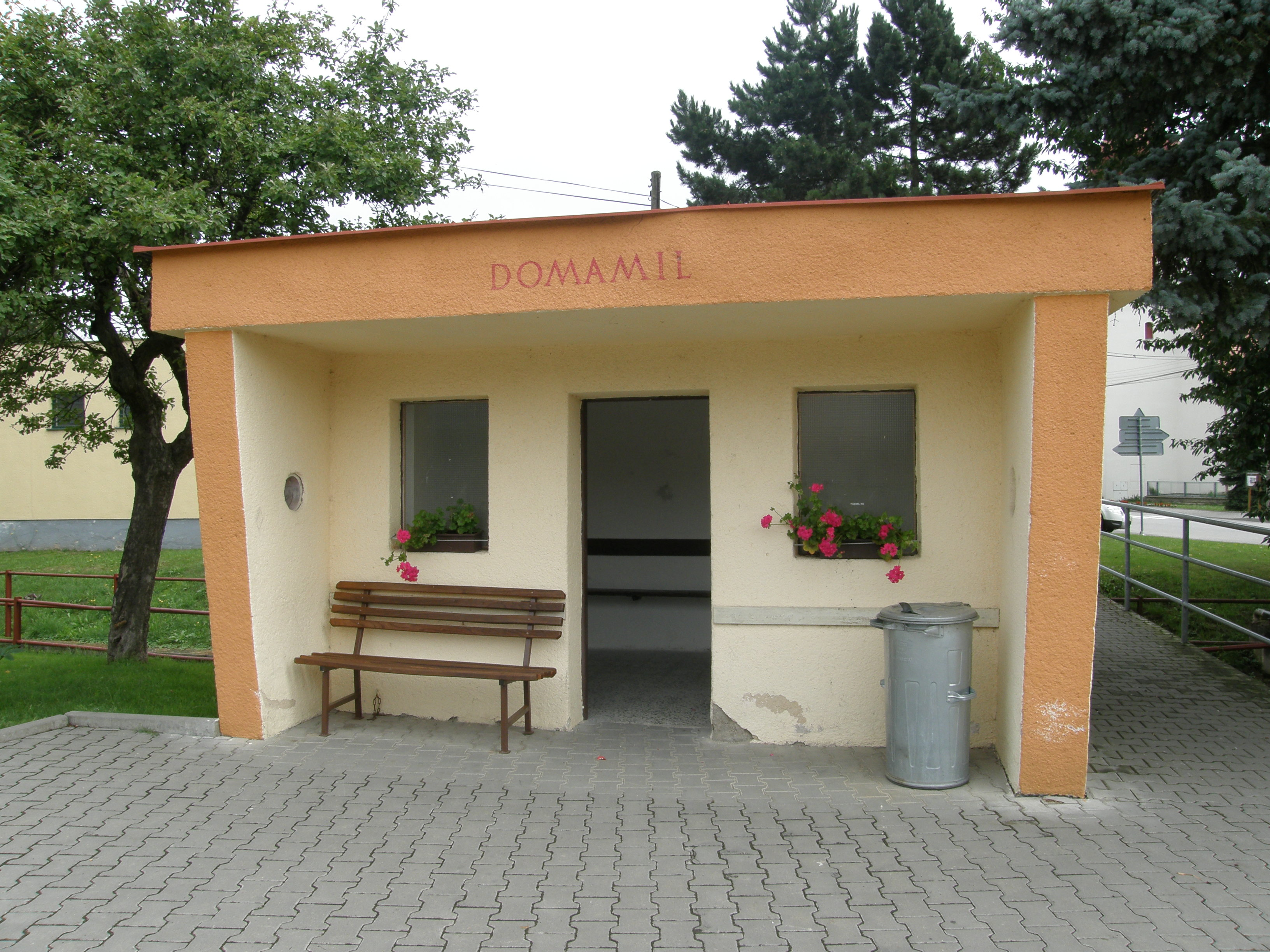
Autobusová zastávka
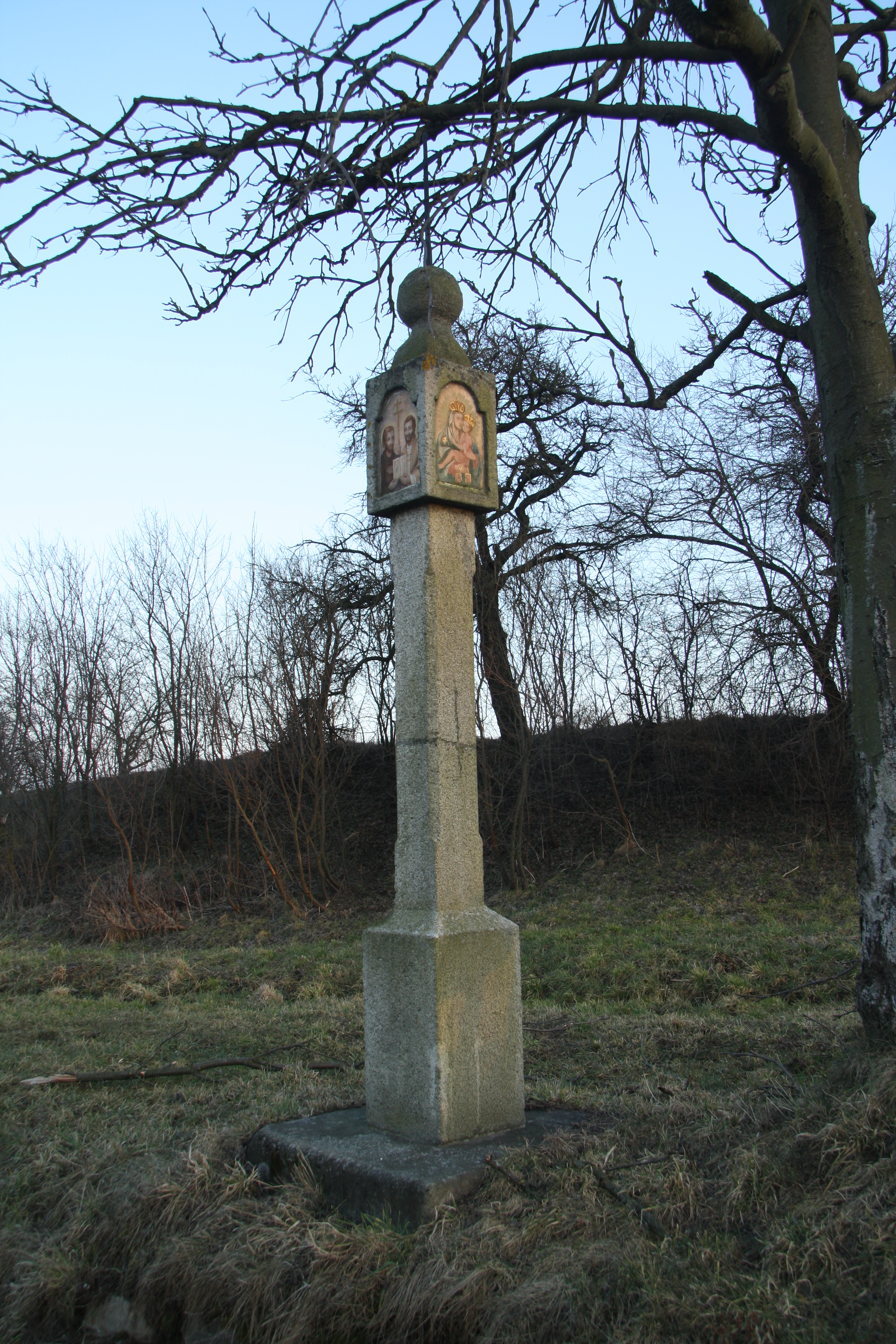
Boží muka